# Chamaecostus cuspidatus

Chamaecostus cuspidatus, nombre común insulina vegetal o bandera espiral, es una especie de planta herbácea perteneciente a la familia Costaceae. Es originaria del este de Brasil.

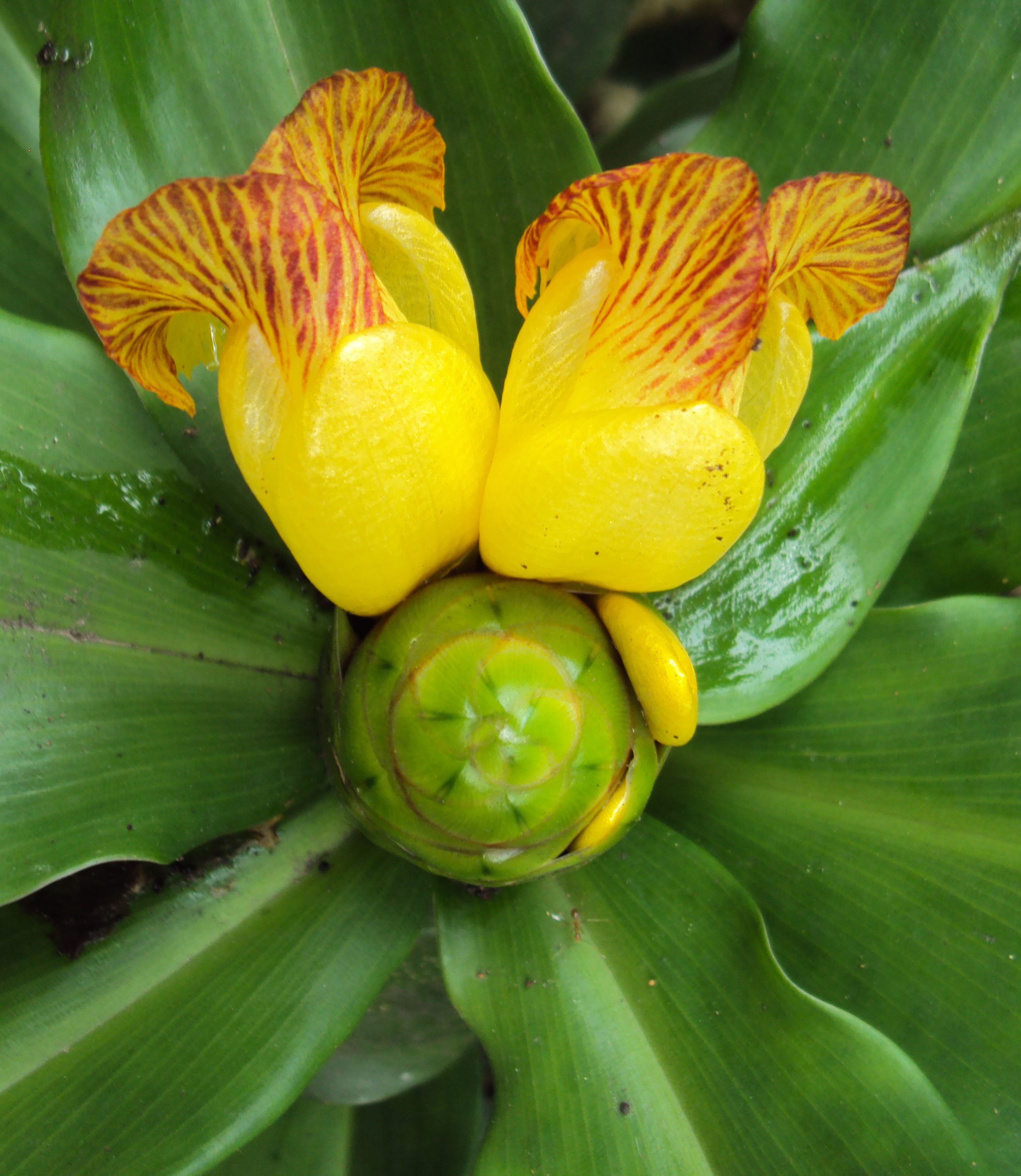
Detalle de la flor

## Descripción
La planta crece muy rápidamente y la propagación es por estacas. Necesita sol, aunque también crece en áreas ligeramente sombreadas.
La parte inferior de sus grandes y suaves hojas son de color verde oscuro y el envés  púrpura. Las hojas están dispuestas en espiral alrededor de los tallos. La altura máxima de estas plantas es de unos 70 cm de altura. Las flores son de color naranja y son hermosas. La floración se produce durante los meses cálidos. 

## Taxonomía
Chamaecostus cuspidatus fue descrita por (Nees & Mart.) C.D.Specht & D.W.Stev. y publicado en Taxon 55(1): 158. 2006.
Sinonimia
- Globba cuspidata Nees & Mart., Nova Acta Phys.-Med. Acad. Caes. Leop.-Carol. Nat. Cur. 11: 28 (1823)
- Costus cuspidatus (Nees & Mart.) Maas, Acta Bot. Neerl. 24: 469 (1975 publ. 1976)
- Costus igneus N.E.Br., Ill. Hort. 31: 25 (1884).[1]